# Hani Al Taiar
Hani Al Taiar est un footballeur syrien né le 1er mai 1988 à Homs. Il évolue au poste d'attaquant avec Al-Karamah SC.

## Carrière
- 2007-201. : Al-Karamah SC ( Syrie)

## Palmarès
- Champion de Syrie en 2008 et 2009
- Vainqueur de la Coupe de Syrie en 2008, 2009 et 2010
- Vainqueur de la Supercoupe de Syrie en 2008